# Pezhetairoi
Pezhetairoi (tiếng Hy Lạp: πεζέταιροι) là lực lượng nòng cốt của quân đội Macedonia và các vương quốc Diadochi. Họ được gọi trong thơ văn là " Chiến hữu bộ binh" (trong tiếng Hy Lạp pezos có nghĩa là "lính bộ binh" và hetairos có nghĩa là "đồng hành"hay "người bạn").
Pezhetairoi đã rất hiệu quả chống lại kỵ binh và bộ binh đối phương, vì giáo dài của họ có thể được sử dụng để đâm kẻ thù tấn công trên lưng ngựa hoặc để ngăn giữ bộ binh đối phương với vũ khí ngắn hơn.

## Miêu tả
Pezhetairoi là những đội quân của lực lượng phalanx Macedonia. Họ đầu tiên nổi lên dưới thời cai trị của Philippos II, đặc biệt khi họ đóng một vai trò quan trọng trong việc chinh phục Hy Lạp của Philip trong trận Chaeronea năm 338 TCN. Tên gọi "chiến hữu bộ binh" đã được sử dụng bởi vị tướng nổi tiếng Alexandros Đại đế,người kế vị của Philippos II, như là một phương pháp tuyển dụng cổ xưa. Bằng cách gọi những người bộ binh của mình như là người "đồng hành" và "bạn bè" của mình, Alexander đã có thể tạo một nguồn lực to lớn trong các chiến dịch quân sự tiếp theo của mình, với vị trí trong bộ binh của cá nhân ông sẽ biểu thị niềm tự hào và vinh dự. Trước đó, Alexander đã tiến hành những chiến dịch trên Hy Lạp, Balkan, ông đã có thể sử dụng danh tiếng của mình như là một nhà chiến lược quân sự tài năng, cùng với ý nghĩa cá nhân được trao cho bộ binh của mình, để tuyển dụng nhiều hơn các dân tộc bản địa cho mình hơn các phương pháp tuyển dụng thông thường. Điều này tạo ra một cơ sở nguồn nhân lực gần như vô tận, và cho phép ông tham gia vào các chiến dịch tốn kém hơn ở các khu vực như Tiểu Á, Ai Cập, Ba Tư, và Ấn Độ.
Họ được trang bị sarissa, một cây giáo dài linh hoạt với một trục được làm từ gỗ cây dương đào, trong đó khoảng cách tiếp cận dài hơn so với giáo hoplite truyền thống.
Về chiến thuật, pezhetairoi được sử dụng tốt nhất như là một tuyến phòng thủ mạnh mẽ, chứ không phải là đội quân xung kích. Chiều dài của sarissa, trong khi làm cho họ trở nên đáng sợ đối với mọi kẻ thù để chống lại, hạn chế khả năng cơ động của họ, và nếu họ bị đánh vào ở sườn hoặc phía sau họ đã có rất ít cơ hội đáp trả. Điều này đặc biệt rõ ràng trong trận Gaugamela năm 331 trước Công nguyên, khi những hướng tiến quân nhanh chóng của cánh phải gây ra một lỗ hổng để giữa hai trong số các đội quân Pezhetairoi.
Ngoài các trận đánh, pezhetairoi và sarissas của họ không rất thực tế, người ta cho là họ đã được tái vũ trang và chiến thuật của họ đã thay đổi để thích nghi, và phù hợp với chiến tranh du kích đã phổ biến, và cần thiết, ở Bactria và Sogdia.

## Quân đoàn
Các đội quân pezhetairoi dường như đã được tổ chức trên cơ sở khu vực. Chúng ta biết tên các đội quân tên theo các vùng Orestis / Lyncestis (hai tiểu đoàn đã có thể kết hợp những người lính từ cả hai khu vực), Elimaea và Tymphaea-nếu tất cả pezhetairoi đến từ Thượng Macedonia sau đó chúng ta sẽ cho rằng các đội quân khác sẽ đến từ Eordaea và Pelagonia. Năm 334 TCN Alexander Đại đế đã sáu đội quân pezhetairoi đi cùng với ông tới châu Á. Tới thời gian quân đội di chuyển đến Ấn Độ năm 327 trước Công nguyên một đội quân thứ bảy đã được thêm vào.
- Ở trận Granicus các đội quân nằm dưới sự chỉ huy những người sau: Perdiccas, Coenos, Amyntas, Philippos, Meleager, và Crateros[1].
- Trong trận Issus các đội quân nằm dưới sự chỉ huy những người sau: Coenos, Perdiccas, Crateros, Meleager, Ptolemaios (thay thế Philippos), Amyntas.[2]
- Trong trận Gaugamela các đội quân nằm dưới sự chỉ huy những người sau:. Coenos, Perdiccas, Meleager, Polyperchon (thay thế Ptolemaios), Simmias (thay thế cho Amyntas, người được tuyển mộ tại Macedonia), Crateros [3]
- Trong trận sông Hydaspes chỉ có năm đội quân đã tham gia, và nằm dưới sự chỉ huy những người sau: Antigenes, Cleitus Trắng, Meleager, Attalos, Gorgias. Các đội quân khác (dưới quyền Polyperchon và Alcetas) vẫn trên bờ phía tây của Hydaspes, dưới sự chỉ huy của Crateros, và vượt sông chỉ khi Alexandros đã giành chiến thắng, để tiếp tục truy đuổi người Ấn Độ bỏ chạy.